# كوني ساوير
كوني ساوير (بالإنجليزية: Connie Sawyer)‏ (مواليد 27 نوفمبر 1912 في بويبلو، الولايات المتحدة - الوفاة 21 يناير 2018)، هي ممثلة مسرحية وسينمائية أمريكية بدأت مسيرتها الفنية سنة 1931. عُرفت بأدوارها في فيلم قطار الأناناس السريع، وفيلم عندما التقى هاري بسالي وفيلم الغبي والأغبى. تعتبر أقدم أعضاء أكاديمية فنون وعلوم الصور المتحركة بعد بلوغها سن 99 عاماً سنة 2012، كذلك تعتبر أقدم عضو في نقابة ممثلي الشاشة الأمريكية.

## حياتها
ولدت كوني في ولاية كولورادو من عائلة يهودية قادمة من رومانيا.

## الأعمال
- ثقب في الرأس
- عزم حقيقي
- يا إلهي!
- عندما التقى هاري بسالي
- الغبي والأغبى
- أرض الميعاد
- قطار الأناناس السريع

## روابط خارجية
- كوني ساوير على موقع IMDb (الإنجليزية)
- كوني ساوير على موقع روتن توميتوز (الإنجليزية)
- كوني ساوير على موقع ألو سيني (الفرنسية)
- كوني ساوير على موقع تيرنر كلاسيك موفيز (الإنجليزية)
- كوني ساوير على موقع أول موفي (الإنجليزية)
- كوني ساوير على موقع قاعدة بيانات برودواي على الإنترنت (الإنجليزية)
- كوني ساوير على موقع قاعدة بيانات الأفلام السويدية (السويدية)
- كوني ساوير على موقع قاعدة بيانات الفيلم (الإنجليزية)
- كوني ساوير على موقع كينوبويسك (الروسية)